# ماورو سيتو
ماورو داريو خيسوس سيتو (بالإسبانية: Mauro Cetto)‏ (مواليد 14 أبريل 1982 في روساريو - الأرجنتين) لاعب كرة قدم أرجنتيني يلعب حاليا لصالح نادي الدرجة الأولى تولوز الفرنسي منذ 2007 في مركز قلب الدفاع. .

## روابط خارجية
- ماورو سيتو على موقع الاتحاد الدولي (مؤرشف)  (الإنجليزية)
- ماورو سيتو على موقع رابطة كرة القدم الفرنسية للمحترفين (الإنجليزية)
- ماورو سيتو على موقع قاعدة بيانات كرة القدم.إي يو (الإنجليزية)
- ماورو سيتو على موقع ليكيب (الفرنسية)
- ماورو سيتو على موقع Soccerway.com (الإنجليزية)
- ماورو سيتو على موقع عالم كرة القدم.نت (الإنجليزية)
- ماورو سيتو على موقع كووورة
- ماورو سيتو على موقع AS.com (الإسبانية)